# 川口隼人
川口 隼人（かわぐち はやと、1985年8月7日 - ）は、神奈川県相模原市出身の元プロ野球選手（外野手）。

## 経歴

### プロ入り前
神奈川県相模原市出身。双子の兄である川口寛人と、大月短大附高、山梨学院大学で二遊間を組んだ。

### クラブチーム時代
大学卒業後、隼人はOBC高島へ、寛人は西多摩倶楽部へそれぞれ入団した。2009年末にOBC高島で起きた騒動により滋賀・高島ベースボールクラブに移籍。同チームでは主に1番打者として活躍し、チーム初の都市対抗野球2次予選出場に貢献した。
2010年10月28日、プロ野球ドラフト会議にて東北楽天ゴールデンイーグルスから育成3位指名を受けた。また、寛人も読売ジャイアンツから育成7位指名を受けたため、双子のプロ野球選手が誕生した。

### 楽天時代
2012年3月29日付で支配下登録された。
2013年1月19日、女子ホッケー日本リーグ・グラクソ・スミスクラインの神内友希と結婚したことを発表。10月4日に球団から戦力外通告を受けた。

### 退団後
退団後は2014年1月より不動産会社に勤務し、同年8月より不動産会社が経営する長崎のお好み焼き店『なか邑』に勤務している。

## 選手としての特徴・人物
小柄ではあるが力がある打撃と、強肩が売りの選手。遠投は120m。50mは6秒の俊足であった。

## 詳細情報

### 年度別打撃成績
- 一軍公式戦出場なし

### 背番号
- 132 （2011年）
- 98 （2012年 - 2013年）